# Claude Itoungue Bogognie
Claude Emmanuel Itoungue Bogognie, né le 3 août 2001, est un athlète camerounais spécialiste des 200 mètres. Il remporte la médaille d’argent au 200 mètres aux Jeux Africains 2023.  En 2024, il égale le record du Cameroun des 200 m avec un temps de 20.31.

## Palmarès
| Date | Compétition    | Lieu  | Résultat | Épreuve | Temps   |
| ---- | -------------- | ----- | -------- | ------- | ------- |
| 2022 | Jeux africains | Accra | 2e       | 200 m   | 20 s 70 |